# Triumph TR2

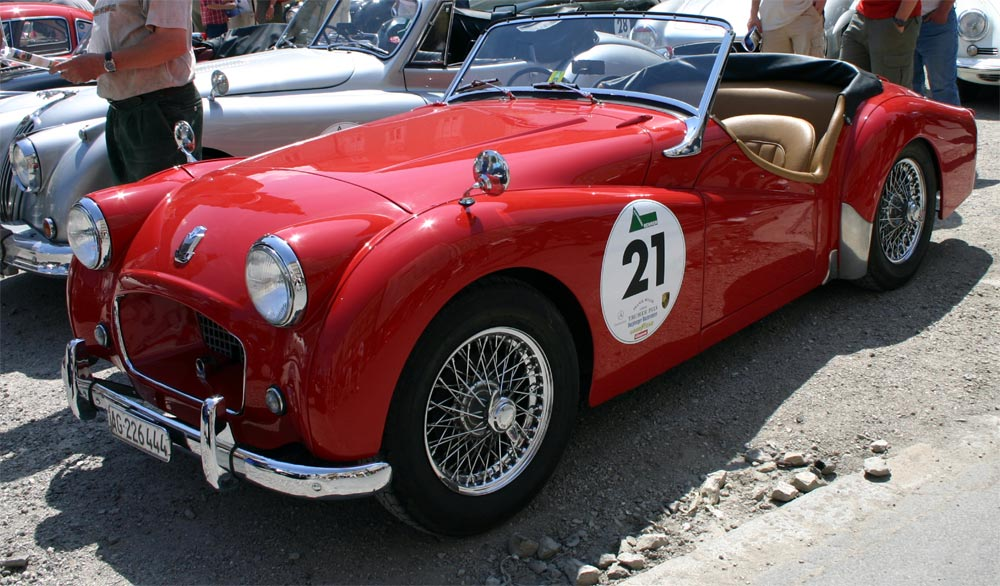
Triumph TR2

El Triumph TR2 es un automóvil deportivo que fue fabricado en el Reino Unido por la Triumph Motor Company (perteneciente a la Standard) entre 1953 y 1955, período durante el que se produjeron 8636 unidades.

## Historia
Hacia 1950, el Triumph Roadster de la Standard se había quedado obsoleto y la potencia de su motor era claramente insuficiente. El director de la compañía, Sir John Black, había intentado adquirir sin éxito la Morgan Motor Company, con la idea de incorporar a su gama un automóvil deportivo asequible. Esto propició que se construyera un prototipo de dos plazas sobre una versión reducida del chasis del Standard Eight, impulsado por el motor V4 Standard de 2 litros. El prototipo resultante, el Triumph 20TS se presentó en el Salón del Motor de Londres de 1952.
Black les pidió al ingeniero de desarrollo de BRM y al piloto de pruebas Ken Richardson que evaluaran el 20TS. Después de calificarlo como "una trampa mortal", se emprendió un proyecto para mejorar su diseño.
Un año después se presentó el TR2 en el Salón del Automóvil de Ginebra de 1953, tras lo que el 20TS pasaría a ser conocido extraoficialmente como TR1. Hubo un prototipo anterior, el TR-X, conocido como "Bullet", del cual solo se construyeron tres unidades.
El nuevo modelo tenía un aspecto más atractivo, incorporaba un chasis mejorado más sencillo, era algo más largo y disponía de una mayor anchura. Tuvo un gran éxito entre los compradores estadounidenses y se convirtió en la mejor fuente de ingresos para Triumph.
En 1955 se lanzó el TR3, equipado con un motor de mayor potencia, una línea rediseñada y una versión GT que incluía un techo rígido de fábrica.
De los 8636 TR2 producidos, en el año 2011 había 377 matriculados y otros 52 registrados en el Reino Unido, y en los Estados Unidos se conservan al menos otros 1800 TR2.

## Características

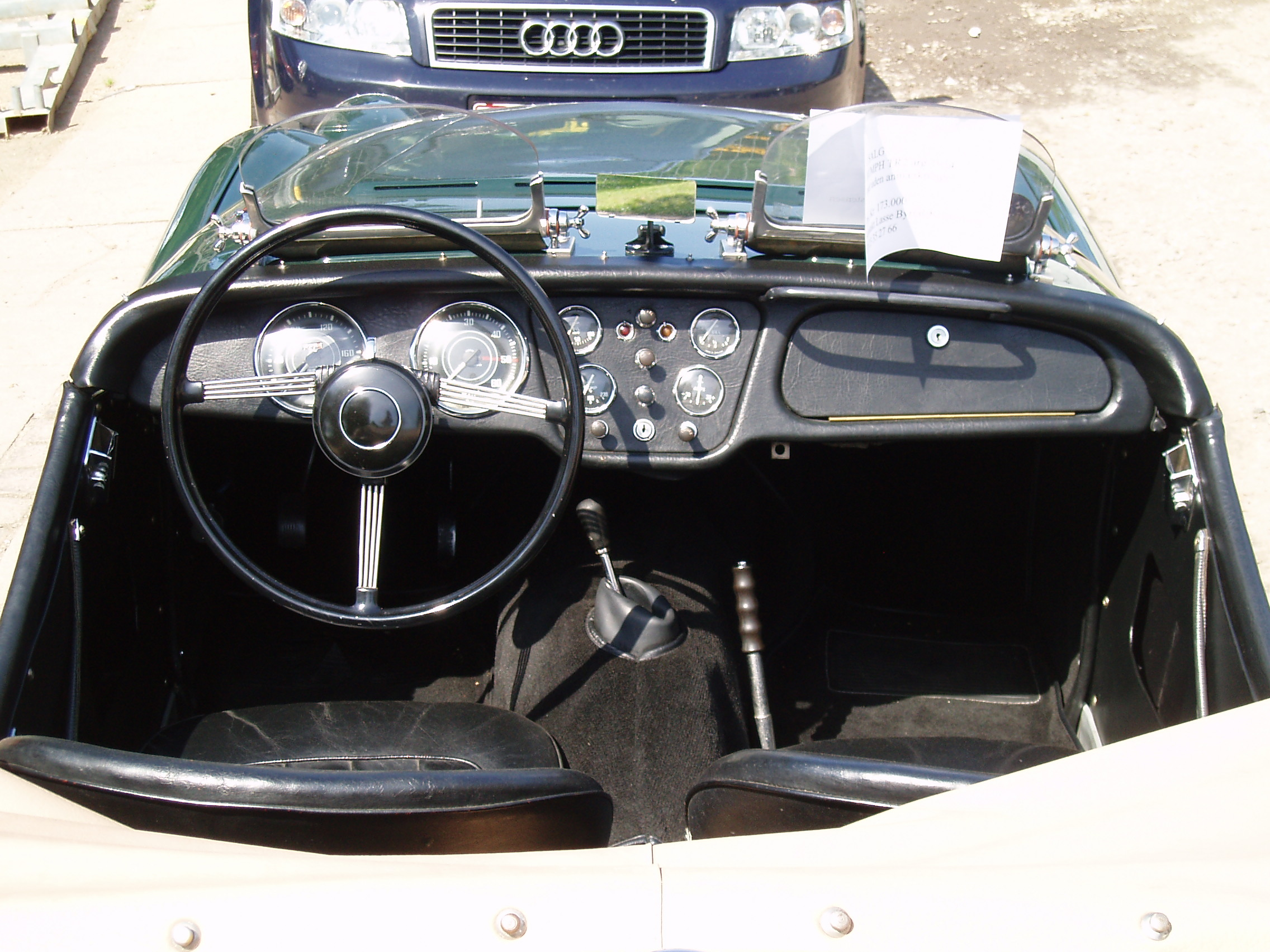
Triumph model TR2, año 1954

El TR2 disponía de una versión del motor Standard Vanguard de cuatro cilindros y 1991 cc con un carburador SU gemelo tipo H4, optimizado para aumentar su potencia hasta 90 HP (67 kilovatios).
La carrocería estaba montada sobre un chasis con suspensión independiente en la parte delantera y un eje rígido en la parte trasera. 
Las ruedas podían ser opcionalmente de radios de alambre o convencionales. La caja de cambios era manual de cuatro velocidades, con la marcha superdirecta disponible como opción. Los frenos de tambor eran suministrados por Lockheed.